# Giuseppe Coluccio
Giuseppe Coluccio (Marina di Gioiosa Ionica, 12 aprile 1966) è un mafioso italiano.
Capobastone dell'omonima famiglia di 'ndrangheta. Inserito nella lista dei 30 più ricercati d'Italia dal 2005, anno in cui cominciò la latitanza fu arrestato il 7 agosto 2008 a Toronto in Canada. 
È accusato di associazione a delinquere di stampo mafiosa finalizzata al traffico di stupefacenti.

## Biografia

### Primi anni
A 3 anni gli muore il padre durante la faida a Marina di Gioiosa Jonica tra le famiglie Aquino-Scali da una parte e i Mazzaferro-Femia dall'altra. Inizia la carriera con la vendita di pesce tramite l'intimidazione, i ricavati furono reinvestiti nel traffico di cocaina.
La prima volta fu arrestato nel 1991, proprio per traffico di droga. Importava insieme a Roberto Pannunzi la cocaina dai cartelli colombiani per un gruppo di famiglie calabresi.

### Traffico di droga
Nel 1998 si scopre nuovamente, grazie all'operazione Windshear del suo coinvolgimento in un traffico di cocaina tramite aerei da turismo presso l'Aeroporto di Sant'Egidio a Perugia.
Fu coinvolto inoltre, insieme ai cugini Rocco e Giuseppe Aquino in un traffico di eroina proveniente dalla Turchia. Veniva spedita su barche da pesca controllate dalla famiglia degli Aquino-Coluccio.

### Latitanza
Nel 2005 si dà alla latitanza dopo l'operazione Nostromo da cui si salvò, che arrestò suo fratello Salvatore Coluccio insieme ad altre 29 persone. Si scopre che era coinvolto, insieme al capomafia catanese Santo Mazzei, in attività estorsive nel mercato ittico della costa Ionica-Reggina.
Si trasferisce in Canada dopo il 2005, dove entra nella Camera di controllo dell'Ontario del Sud, cui fanno parte sei o sette capi di famiglie della zona al fine di coordinare le attività e risolvere le dispute fra le 'ndrine. Sembra che a Toronto si sia alleato anche con Giuseppe Big Joe Cuntrera, un capo di Cosa nostra statunitense, della famiglia dei Cuntrera-Caruana, anch'essa coinvolta nel traffico di cocaina con i colombiani. Con il boss Cuntrera era anche socio dell'azienda di generi alimentari Mangiare.

### Arresto ed estradizione
Il 7 agosto 2008 viene arrestato nei pressi di un centro commerciale a Markham in Ontario. Il 20 agosto 2008 è stato estradato in Italia.

## Arresto di Salvatore Coluccio
Il 10 maggio 2009 è stato arrestato a Roccella Jonica Salvatore Coluccio, fratello di Giuseppe e fra i 30 latitanti più pericolosi, accusato di associazione di stampo mafiosa e traffico di droga.
Era nascosto in un bunker dietro la parete di una lavanderia.